# Fraunhofer-Institut für Umwelt-, Sicherheits- und Energietechnik
Das Fraunhofer-Institut für Umwelt-, Sicherheits- und Energietechnik UMSICHT (Fraunhofer UMSICHT) ist eine Einrichtung der Fraunhofer-Gesellschaft zur Förderung der angewandten Forschung e. V. Das Institut entwickelt angewandte und industrienahe Verfahrenstechnik. Es gestaltet aktiv die Energie- und Rohstoffwirtschaft auf Basis von vier Fokusthemen: Cirular Economy, Carbon Management, Green Hydrogen und Local Energy Systems. Ziel von Fraunhofer UMSICHT ist es, nachhaltiges Wirtschaften und umweltschonende Technologien voranzubringen, indem es Industrie und Gesellschaft beim Übergang zu einem klimaneutralen und zirkulärem Wirtschaftssystem unterstützt.
Als Wegbereiter in eine nachhaltige Welt leistet Fraunhofer UMSICHT mit seiner Forschung konkrete Beiträge zum Erreichen der 17 Sustainable Development Goals (SDGs) der Vereinten Nationen. Das Institut entwickelt innovative, industriell umsetzbare Technologien, Produkte und Services für die zirkuläre Wirtschaft und bringt diese zur Anwendung. Es entwickelt Materialien und Verfahren für die zirkuläre Nutzung von Ressourcen sowie für die elektrochemische Herstellung, Nutzung und Speicherung von grünem Wasserstoff. Zudem bietet es Lösungen für eine nachhaltige Kohlenstoffnutzung an und entwickelt Energiekonzepte für klimaneutrale Wohn-, Gewerbe- und Industriestandorte.
Fraunhofer UMSICHT hat Standorte in Oberhausen, Willich und Sulzbach-Rosenberg. Als Teil der Fraunhofer-Gesellschaft, der weltweit führenden Organisation für anwendungsorientierte Forschung, ist das Institut international vernetzt und fördert die Zusammenarbeit auf globaler Ebene.
Der Hauptstandort befindet sich in Oberhausen. Fraunhofer UMSICHT betreibt eine Außenstelle in Willich (Kunststofftechnikum) und einen Institutsteil in Sulzbach-Rosenberg (Energieforschung).

## Geschichte
In den 1980er Jahren bestand bei der Stadt Oberhausen, bei der  Industrie und Institutionen der Wunsch nach einer wissenschaftlichen Einrichtung. Der Rückgang von Arbeitsplätzen in den Bereichen Bergbau und Stahlerzeugung hatte aus der Stadt ein strukturschwaches Gebiet gemacht, in dem neue Branchen und Arbeitsplätze benötigt wurden. Gute Perspektiven bot der Bereich Umweltverfahrenstechnik, da der Bedarf an  Verfahren zur Reinigung von Abwasser, Abluft und Altlasten offensichtlich war.
Gleichzeitig betrieb an der Universität Dortmund Paul-Michael Weinspach, Inhaber des Lehrstuhls für thermische Verfahrenstechnik, die Einwerbung von Drittmitteln. Mit Unterstützung der Oberhausener Unternehmen Deutsche Babcock AG, Gutehoffnungshütte Actien-Verein für Bergbau und Hüttenbetrieb MAN GHH und der Energieversorgung Oberhausen (evo) Aktiengesellschaft wurde  ein Konzept für eine Institutsneugründung erstellt und der Fraunhofer-Gesellschaft und dem Wissenschaftsministerium des Landes Nordrhein-Westfalen erarbeitet. Wesentliche Aufgaben, sollten die Entwicklung umweltverträglicher, vermarktungsfähiger Technologien für emissionsarme und energiesparende Produktionsverfahren sowie die Erarbeitung von Technologien zur Verbesserung der Umweltsituation sein.
Nach der Wende 1989 bzw. der Wiedervereinigung 1990 übernahm die FhG  19 Institute in Ostdeutschland, so dass für Neugründungen im Westen zunächst kein Geld mehr zur Verfügung stand. Da das Land Nordrhein-Westfalen die Grundfinanzierung übernahm, konnte UMSICHT als eigenständiges Institut am 13. Juni 1990 gegründet werden.
Ende 1996 finanzierte sich UMSICHT bei 95 Mitarbeitern zu 75 % durch eigene Erträge, von denen mehr als die Hälfte direkt aus der Industrie kamen. Damit wurden die Kriterien eines Fraunhofer-Instituts erfüllt und UMSICHT zum 1. Januar 1998 in die Fraunhofer-Gesellschaft aufgenommen.

## Standorte

### Standort Oberhausen
Die ersten Mitarbeiter des Fraunhofer UMSICHT fanden übergangsweise in einem Gebäude der Energieversorgung Oberhausen (evo) Aktiengesellschaft „Unterschlupf“.
Da die Belegschaft anwuchs, fand im Juni 1991 der Umzug in ein altes Thyssengebäude nicht weit entfernt vom heutigen Standort des Instituts statt und die Institutsleitung verlagerte ihren Sitz von Dortmund nach Oberhausen.
Im März 1993 wurde das neue Bürogebäude an der Osterfelder Straße 3 (Gebäude A) sowie zwei Hallen (Gebäude B) für Laboratorien und Technika eingeweiht und bezogen. Da Oberhausen als strukturschwache Region eingestuft war, konnte beim Bau des Institutsgebäudes auf Strukturhilfemittel der EU zurückgegriffen und damit der Neubau an der Stelle eines alten Berufsbildungszentrums der Thyssen AG finanziert werden. Danach wurde eine neue Halle (Gebäude C) gebaut.
Am 30. April 2009 erweiterte das Institut mit der Einweihung von Gebäude D seinen Komplex um rund 3000 m² Nutzfläche. Am 24. April 2006 begannen die Sanierungsmaßnahmen des ehemaligen Thyssen-Gebäudes an der Essener Straße. Das Thyssen-Gebäude, das unmittelbar an die drei Institutsgebäude von Fraunhofer UMSICHT grenzt, wurde in den 1950er Jahren erbaut. Von den Stahlwerkern wurde es als das »Q-Gebäude« bezeichnet, denn es beherbergte die Qualitätskontrolle, später dann die Verwaltung des Stahlwerks. Seit 2001 plante Fraunhofer UMSICHT, das »Q-Gebäude« zum vierten Institutsgebäude und somit zu seinem »D-Gebäude« zu machen. Anfang 2003 erhielt die Fraunhofer-Gesellschaft vom Land Nordrhein-Westfalen den Zuwendungsbescheid für die geplante Institutserweiterung. Das Projekt wurde mit 7 Millionen € Baumitteln für die Sanierung des Gebäudes und die Umgestaltung der Außenanlagen mit Mitteln des Bundes und des Landes gefördert und von der Europäischen Union kofinanziert. Bauherr war die Fraunhofer-Gesellschaft zur Förderung der angewandten Forschung e. V., München. Bei den Sanierungsarbeiten galt es, das Gebäude als Zeitzeugen der Oberhausener Industriekultur zu bewahren. Glasfronten bringen Tageslicht in den 200 m² großen Veranstaltungsraum, die 1500 m² Büroflächen und die 1000 m², die für Schulungsräume bzw. eine Info-Lounge vorgesehen sind.

#### UMSICHT-Förderverein
Auch der UMSICHT-Förderverein ist in Oberhausen ansässig. Seit 2010 lobt dieser den UMSICHT-Wissenschaftspreis in den Kategorien Wissenschaft und Journalismus aus. Ausgezeichnet werden Arbeiten, die den Dialog zwischen Wissenschaft und Gesellschaft fördern, das heißt, „die wissenschaftliche Ergebnisse aus den Bereichen Umwelt-, Verfahrens- und Energietechnik – den Kernthemen von Fraunhofer UMSICHT – auf eine herausragende Weise der Gesellschaft zugänglich machen.“

### Standort Willich
Am Standort Willich erfolgen durch Fraunhofer UMSICHT Dienstleistungen im Bereich Kunststoff- und Recyclingtechnik. Biologisch abbaubare Kunststoffe, Polymere aus nachwachsenden Rohstoffen, ressourcenschonende Werkstoffe, Nanocomposite und Recyclingkunststoffe werden entwickelt und in Pilot- und Kleinserien gefertigt.

### Standort Sulzbach-Rosenberg
Seit dem 1. Juli 2012 ist das ehemalige Forschungsinstitut ATZ in Sulzbach-Rosenberg Teil des Fraunhofer-Instituts für Umwelt-, Sicherheits- und Energietechnik UMSICHT. Das ATZ Entwicklungszentrum in Sulzbach-Rosenberg wurde 1990 gegründet und durch das bayerische Wirtschaftsministerium grundfinanziert.
Schwerpunkte des Institutsteils sind Biokraftstoffe der nächsten Generation, Recyclingtechnologien für Kunststoffe und Verbundmaterialien, Biokohlen, emissionsarme Verbrennungs- und Feuerungstechnik sowie der Bereitstellung und Speicherung von Prozesswärme. Hinzu kommen Kompetenzen in Abfall- und Ressourcenstrategien.